# Великий Дол (Сежана)
Великий Дол (словен. Veliki Dol) — поселення в общині Сежана, Регіон Обално-крашка, Словенія. Висота над рівнем моря: 215,3 м. Розташоване біля кордону з Італією.